# Arturo Robba
Arturo Robba (Ivrea, 8 agosto 1903 – 26 marzo 1986) è stato un politico italiano.